# الساندرو فرارا
الساندرو فرارا (انگلیسی: Alessandro Frara؛ زادهٔ ۷ نوامبر ۱۹۸۲) بازیکن فوتبال اهل ایتالیا است.
از باشگاه‌هایی که در آن بازی کرده‌است می‌توان به باشگاه فوتبال اسپتزیا، باشگاه فوتبال یوونتوس، باشگاه فوتبال فروزینونه، باشگاه فوتبال بولونیا، باشگاه فوتبال ترنانا، و باشگاه فوتبال وارزه اشاره کرد.
وی همچنین در تیم‌های ملی فوتبال بازی کرده‌است.